# ヒート・ウエーブ
グランド・ショー『ヒート・ウエーブ』は宝塚歌劇団のレビュー作品。月組公演。16場。併演は『二都物語』。この公演は大地真央と黒木瞳の宝塚サヨナラ公演であった。

## 解説
※出典は100年史の大劇場のもの。
大地真央を讃えるショー作品。喜びと憂い、夢と現実、強者と弱者、そして光と闇など、様々なバイオリズムを、ヒートな"ウエーブ"と表現した作品。

## 公演期間と公演場所
- 1985年5月10日 - 6月25日　宝塚大劇場[1]
- 1985年8月3日 - 8月31日　東京宝塚劇場[2]

## スタッフ
※氏名の後ろに「宝塚」「東京」の文字がなければ両劇場共通。
- 作・演出：横澤英雄
- 作曲・編曲：中元清純・高井良純
- 編曲：小高根凡平・鞍富真一
- 音楽指揮：野村陽児（宝塚）、大谷肇（東京）
- 振付：羽山紀代美・朱里みさを・名倉加代子・謝珠栄
- 装置：石浜日出雄・関谷敏昭
- 衣装：静間潮太郎
- 照明：今井直次
- 小道具：榎本満春
- 効果：林康彦
- 音響監督：松永浩志
- 演出補：村上信夫
- 演出助手：小池修一郎
- 舞台進行：川口俊一
- 制作：山田謙治
- 製作担当：横山美二（東京）

## 配役
※宝塚・東京共通
- エトワール、ヒートボーイ、歌手、アニマルボーイ - 大地真央
- ヒートボーイ、ドアボーイ、クラブの男、アニマル - 剣幸
- ヒートガールS、クラブの女S、恋人、白い雲 - 黒木瞳
- 紳士、ポリス - 麻月鞠緒
- 婦人 - 有明淳
- 紳士 - 星原美沙緒
- ヒートボーイ、クラブの男、黒い雲S - 芹まちか
- 紳士 - 未沙のえる
- ヒートボーイ、クラブの男 - 桐さと実
- 極楽鳥、ヒートボーイ、クラブの男 - 郷真由加
- ヒートガール、クラブの女、アニマル - 仁科有理
- ヒートガール、淑女、クラブの女 - 春風ひとみ
- ヒートガール、クラブの女 - こだま愛
- 極楽鳥、クラブの男、バンブー - 涼風真世
- クラブの女 - 若央りさ